# NGC 4047
NGC 4047 (również PGC 38042 lub UGC 7025) – galaktyka spiralna (Sb), znajdująca się w gwiazdozbiorze Wielkiej Niedźwiedzicy. Odkryta przez Williama Herschela 9 lutego 1788 roku.